# Dreem
Dreem (anciennement Rythm) est une société française, fondée en 2014, développant un bandeau nocturne connecté, visant à améliorer le sommeil et à suivre son activité cérébrale. L'objet connecté cherche à régler les troubles du sommeil de ses clients. Avertissement: cette page est une publicité pour une start-up.

## Histoire
La société, initialement appelée Rythm, est créée en 2014, par deux anciens élèves de l'ISAE-SUPAERO, Quentin Soulet de Brugière et Hugo Mercier.
L'entreprise lève 7 millions d'Euros auprès d'investisseurs privés et reçoit 3 millions d'euros de subventions publiques pour ses recherches appliquées sur le sommeil,. D’autres investisseurs suivent, tels que Xavier Niel (fondateur de Free), Laurent Alexandre (fondateur de Doctissimo), ou encore Maif Avenir.
Le projet est plusieurs fois primé, tel en 2014 du prix Jean-Louis Gerondeau, ou encore en 2015 du prix iLab 2015 par le ministère de la recherche. Mais les signes d'intérêt pour leur offre se succèdent surtout en 2017, avec  le prix de l’innovation de la ville Paris 2017. Cette même année 2017, il est également un des 8 gagnants du Boston Softlanding Program.
Un total de 22 millions de dollars sont collectés par Rythm jusqu'en juin 2017. La version 2 de Dreem voit le jour en juin 2017 après avoir fait tester une première version du bandeau à des utilisateurs fin 2016,,,. Le bandeau est mis au point par une collaboration entre les équipes d’ingénieurs de Rythm et des neuroscientifiques, avec le concours du designer Yves Béhar,,.
En 2018, l’entreprise pharmaceutique américaine Johnson & Johnson entre au capital.
En 2023, la société est placée en liquidation et rachetée par Beacon Biosignals.

## Fonctionnement
Le bandeau est muni de capteurs intégrés : des électrodes EEG qui surveillent l'activité cérébrale et des émetteurs audio conçus pour la conduction osseuse,, qui produisent un son dans l'oreille audibles seulement par le porteur,,. Pendant l'endormissement, le dispositif aide l’utilisateur à s'endormir plus rapidement avec des sons relaxants. Lorsque les capteurs détectent que l'utilisateur est entrée en sommeil profond, le bandeau émet un « bruit rose », un bruit semblable à celui de l'océan qui selon l’entreprise, peut contribuer à la qualité de ce sommeil profond,,,,.
Le bandeau inclut également une fonctionnalité d’alarme, en entrant l’heure de réveil désirée dans une application.
Ce bandeau se connecte enfin à une application de smartphone via bluetooth. Les utilisateurs peuvent voir les informations sur leurs nuits dans l'application,,. Pour autant, une enquête du magazine Sciences et Avenir de 2019 indique que l'utilisation de ce bandeau reste limitée. Un journaliste de ce magazine, qui s'est prêté à un test pour cette publication, indique que l'ajustement sur le crâne peut se révéler délicat. Un test effectué dans la même période par un collaborateur d'un autre journal, Le Figaro, en tire une conclusion plus positive : « le serre-tête connecté aide clairement à mieux dormir ».